# Serie A1 1981-1982 (pallavolo femminile)

La Diana Docks Ravenna campione d'Italia per la seconda volta consecutiva

La Serie A1 femminile FIPAV 1981-82 fu la 37ª edizione del principale torneo pallavolistico italiano femminile organizzato dalla FIPAV.
Il titolo fu conquistato dalla Diana Docks Ravenna, al suo secondo scudetto consecutivo. La Patriarca Messina fu penalizzata di due punti per la rinuncia a disputare la gara di Reggio Emilia contro la Fibrotermica.

## Classifica
| Pos. | Squadra                    | Pt | G  | V  | P  | SV | SP |
| ---- | -------------------------- | -- | -- | -- | -- | -- | -- |
| 1.   | Diana Docks Ravenna        | 44 | 22 | 22 | 0  | 66 | 10 |
| 2.   | Nelsen Reggio Emilia       | 40 | 22 | 20 | 2  | 64 | 14 |
| 3.   | Coma Modena                | 28 | 22 | 14 | 8  | 49 | 35 |
| 4.   | Fai Noventa Vicentina      | 28 | 22 | 14 | 8  | 45 | 34 |
| 5.   | Victor Village Bari        | 28 | 22 | 14 | 8  | 47 | 40 |
| 6.   | Lions Baby Ancona          | 18 | 22 | 9  | 13 | 41 | 43 |
| 7.   | Fibrotermica Reggio Emilia | 18 | 22 | 9  | 13 | 36 | 45 |
| 8.   | Isa Fano                   | 18 | 22 | 9  | 13 | 37 | 47 |
| 9.   | Pallavolo Cecina           | 16 | 22 | 8  | 14 | 34 | 50 |
| 10.  | Gefran Bergamo             | 12 | 22 | 6  | 16 | 32 | 49 |
| 11.  | CUS Macerata               | 8  | 22 | 4  | 18 | 17 | 59 |
| 12.  | Patriarca Messina          | 4  | 22 | 3  | 19 | 17 | 59 |

| Campione d'Italia | Retrocesse in Serie A2 |

## Risultati

### Tabellone
|                        | Ancona | Bari | Bergamo | Cecina | Fano | Macerata | Messina | Modena | Noventa | Ravenna | Reggio Emilia Arbor | Reggio Emilia La Torre |
| ---------------------- | ------ | ---- | ------- | ------ | ---- | -------- | ------- | ------ | ------- | ------- | ------------------- | ---------------------- |
| Ancona                 | XXX    | 2-3  | 3-1     | 3-0    | 3-0  | 3-0      | 3-0     | 2-3    | 0-3     | 0-3     | 3-1                 | 1-3                    |
| Bari                   | 3-0    | XXX  | 3-1     | 3-2    | 3-1  | 3-1      | 3-2     | 3-2    | 3-1     | 0-3     | 3-0                 | 2-3                    |
| Bergamo                | 2-3    | 3-0  | XXX     | 3-0    | 1-3  | 3-0      | 3-0     | 1-3    | 1-3     | 2-3     | 3-0                 | 0-3                    |
| Cecina                 | 3-2    | 3-2  | 3-1     | XXX    | 3-1  | 3-0      | 3-0     | 3-0    | 0-3     | 0-3     | 3-2                 | 0-3                    |
| Fano                   | 3-1    | 1-3  | 3-1     | 3-1    | XXX  | 3-1      | 3-0     | 2-3    | 3-2     | 1-3     | 1-3                 | 1-3                    |
| Macerata               | 0-3    | 1-3  | 1-3     | 3-2    | 3-1  | XXX      | 3-0     | 0-3    | 0-3     | 0-3     | 0-3                 | 1-3                    |
| Messina                | 0-3    | 0-3  | 3-1     | 3-1    | 0-3  | 2-3      | XXX     | 0-3    | 0-3     | 1-3     | 3-0                 | 0-3                    |
| Modena                 | 3-2    | 3-1  | 3-1     | 3-1    | 3-0  | 3-0      | 3-0     | XXX    | 3-0     | 1-3     | 2-3                 | 1-3                    |
| Noventa                | 3-2    | 3-0  | 3-1     | 3-1    | 3-1  | 3-0      | 3-2     | 3-1    | XXX     | 0-3     | 3-1                 | 0-3                    |
| Ravenna                | 3-1    | 3-0  | 3-0     | 3-0    | 3-0  | 3-0      | 3-0     | 3-0    | 3-0     | XXX     | 3-0                 | 3-2                    |
| Reggio Emilia Arbor    | 3-1    | 2-3  | 3-0     | 3-2    | 1-3  | 3-0      | 3-0     | 1-3    | 3-0     | 0-3     | XXX                 | 0-3                    |
| Reggio Emilia La Torre | 3-0    | 3-0  | 3-0     | 3-0    | 3-0  | 3-0      | 3-1     | 3-0    | 3-0     | 2-3     | 3-1                 | XXX                    |

## Fonti
- Filippo Grassia e Claudio Palmigiano (a cura di). Almanacco illustrato del volley 1987. Modena, Panini, 1986.
- LegaVolleyFemminile.it. URL consultato il 19 gennaio 2008 (archiviato dall'url originale il 22 giugno 2015).